# Chiesa di Santa Maria della Lode a Vescovio
La chiesa di Santa Maria della Lode a Vescovìo è un luogo di culto cattolico che si trova a Vescovio, frazione di Torri in Sabina, in provincia di Rieti.
Conosciuta anche con i nomi di "cattedrale di Sabina" e "Santa Maria in Vescovìo", si erge nella pianura dove sorgeva l'antica città romana di Forum Novum. La sua costruzione iniziò nel IX secolo; venne quindi distrutta dai saraceni e più volte riedificata e restaurata.
L'interno, a una navata, è ornato da un affresco risalente ai secoli XIII-XIV raffigurante il Giudizio universale ed episodi tratti del Vecchio e Nuovo Testamento.

La cripta semianulare risale all'XI secolo e l'imponente campanile, costituito per lo più da materiale di spoglio dalle vestigia dell'antica Forum Novum, è dei secoli X-XI.
Nella parete del catino absidale, troneggia una preziosa e raffinatissima icona della Vergine con il Bambin Gesù "la Madonna della Lode".